# Marcilly (Manica)
Marcilly è un comune francese di 380 abitanti situato nel dipartimento della Manica, nella regione della Normandia.

## Società

### Evoluzione demografica
Abitanti censiti